# Гаррі Поттер і таємна кімната
«Га́ррі По́ттер і тає́мна кімна́та» (англ. «Harry Potter and the Chamber of Secrets») — другий роман серії «Гаррі Поттер» британської письменниці Дж. К. Ролінґ. Вийшов 2 липня 1998 року у видавництві «Блумсбері Паблішинґ» у Лондоні. 2002 року на основі роману знято однойменний художній фільм.
Українською мовою роман переклав Віктор Морозов і видало видавництво А-ба-ба-га-ла-ма-га 2 травня 2002 року.

## Сюжет

### Незвичайне літо
Гаррі перебуває на літніх канікулах вдома у Дурслів (які відібрали в нього і заховали всі його підручники з магії, мітлу та чарівну паличку). Хлопець засмучений тим, що за кілька місяців не отримав жодного листа від друзів: Рона та Герміони. У день 12-річчя його відвідує ельф-домовик на ім'я Добі, який попереджає про смертельну небезпеку, на яку може наразитися Гаррі у випадку повернення до Гоґвортсу. Гаррі, втім, не звертає уваги на ці попередження. Добі також зізнається, що перехоплював усю кореспонденцію, на ім'я Гаррі. Нарешті, Добі вдається до чарів і знищує торт, що його тітка Петунія приготувала для вечері, на якій присутній важливий потенційний клієнт дядька Вернона із дружиною, після чого домовик зникає. Гаррі отримує з Міністерства магії попередження щодо незаконного використання чарів. Дізнавшись, що йому заборонено чаклувати за межами школи, Дурслі, яких йому до того вдавалося тримати під контролем, замикають його в кімнаті й навіть встановлюють на вікні ґрати.
Кілька днів потому Фред, Джордж і Рон Візлі прибувають до будинку Дурслів на зачарованому авто, що належить їхньому батькові, й рятують Гаррі. Чудово провівши останній місяць літа в «Барлозі» — домі родини Візлі, Гаррі разом з усіма вирушає на вокзал Кінґс Кросс, щоб сісти на Гоґвортський експрес. Раптово з'ясовується, що Гаррі з Роном не можуть потрапити на платформу № 9¾, пройшовши крізь стіну між 9-ю і 10-ю платформами. У відчаї вони вирішують дістатися Гоґвортсу на летючому авто. Поїздка завершується зіткненням машини з Войовничою Вербою на гоґвортському подвір'ї. В результаті аварії ламається чарівна паличка Рона, а машина, викидає хлопців та їхній багаж назовні та зникає в Забороненому лісі.

### Спадкоємець Слизерина
Невдовзі після початку нового навчального року, Гаррі опиняється в центрі уваги трьох осіб: нового викладача захисту від темних мистецтв професора Ґілдероя Локарта (автора численних популярних книжок), першокласника Коліна Кріві (який постійно фотографує Гаррі та вимагає в нього автограф) і сестри Рона першокласниці Джіні Візлі. Невдовзі розносяться вісті про те, що Таємну кімнату Гоґвортса було відчинено і на волю випущено чудовисько, яке ховалося в ній. Згідно з легендою, цю кімнату збудував один із засновників Гоґвортса Салазар Слизерин. Відчинити її може тільки його спадкоємець, який очистить школу від «бруднокровців» — чарівників, народжених у сім'ях маґлів, яких Слизерин ненавидів. Багато учнів підозрюють Гаррі, в тому, що він є спадкоємцем Слизерина, зокрема, коли з'ясовується, що він володіє парселмовою (мовою змій) — рідкісним даром, який мав Салазар Слизерин (який, як виявилось пізніше, Гаррі отримав від Волдеморта під час невдалої спроби вбивства). Тим часом кішку шкільного сторожа Філча і двох учнів — Коліна Кріві та Джастіна Фінч-Флетчлі — а також привида Майже-Безголового Ніка знаходять у стані магічного паралічу, імовірно внаслідок нападу чудовиська з Таємної кімнати. До того ж під час матчу з квідичу Гаррі ламає руку й згодом дізнається, що нещасний випадок був спричинений Добі, який і далі прагне, щоб Гаррі залишив школу (він також зачарував стіну на вокзалі, через що Гаррі з Роном не змогли потрапити на платформу).
Гаррі, Рон і Герміона намагаються з'ясувати, хто насправді є спадкоємцем Слизерина. Вони підозрюють у цьому Мелфоя. Використовуючи багатозільну настійку, зварену Герміоною, Рон і Гаррі набувають зовнішнього вигляду слизеринців Креба і Ґойла — друзів Драко Мелфоя — і намагаються вивідати в нього, чи не є він Спадкоємцем. Виявляється, що Драко не знає, хто є спадкоємцем, проте хлопцям вдається дізнатися важливі подробиці про Таємну кімнату - 50 років тому, кімнату відчинили і загинула дівчинка-бруднокровка. Згодом Гаррі знаходить порожній щоденник, який належав учневі на ім'я Том Редл, що вчився у Гоґвортсі 50 років тому.

### Таємна кімната
Невдовзі від нападу загадкового чудовиська «скам'яніння» зазнають іще двоє: Герміона і Пенелопа Клірвотер. Заходи внутрішньої безпеки у Гоґвортсі посилюються: річний чемпіонат із квідичу скасовують, учням забороняється виходити з гуртожитків і класів без супроводу вчителів. Тим часом Гаррі вдається розкрити секрет порожнього щоденника: Том Редл здатний спілкуватися через нього з тим, хто пише в ньому. Том показує Гаррі сцену з минулого, і той дізнається, що Редл став причиною виключення зі школи Геґріда, звинувативши його в діях, які спричинили загибель однієї з учениць (це, ймовірно, було пов'язано з загадковою магічною істотою, яку він тримав у Гоґвортсі). У цей час Геґріда затримують і відправляють до Азкабану. Скориставшись плащем-невидимкою, Рон і Гаррі (за підказкою Геґріда) відвідують Заборонений Ліс і дізнаються, що істотою, яку Геґрід виростив у юності, був велетенський павук Араґоґ, що не має відношення до нападів на учнів. Проте павук не дозволяє хлопцям піти живими (Геґрід єдиний, кого Араґоґ забороняє чіпати своїм дітям-павукам), і їх рятує зачароване авто містера Візлі. Незабаром зникає Джіні Візлі. Напис на стіні стверджує, що «її скелет вічно лежатиме у Таємній кімнаті».
Провідавши спаралізовану Герміону, Гаррі та Рон дізнаються, що потвора у Таємній кімнаті це Василіск - велетенський змій, який має вбивчий погляд - будь-хто зазирнувший йому у вічі, миттєво помирає. Але через те, що жертви не дивилися йому в очі, вони не померли: кішка Філча побачила його у відображенні в калюжі, Кріві - через лінзу фотоаппарата, Джастін - через Майже Безголового Ніка, який не міг померти фізично, а Герміона та Пенелопа Клірвотер побачили його у дзеркальці. За допомогою Рона і дівчини-привида Плаксивої Мірти (саме вона була жертвою трагічних подій п'ятидесятирічної давності) Гаррі знаходить вхід до Таємної кімнати. Також хлопці змушують професора Локарта (який виявився шахраєм, що стирає спогади чарівникам і привласнює їхні подвиги) піти з ними. По дорозі Локарт намагається врятуватися, стерши пам'ять хлопцям за допомогою поламаної палички Рона, але чари обертаються проти нього самого. Обвал каміння у підземній галереї відділяє Гаррі від Рона з Локартом, і той прибуває до Таємної кімнати сам.
У кімнаті Гаррі знаходить непритомну Джіні. Також він зустрічає юнака, який представляється йому Томом Редлом (він є «спогадом»). Гаррі дізнається, що Таємну кімнату відкрила саме Джіні, діючи під його впливом. Редл заволодів волею Джині за допомогою щоденника, який згодом потрапив до Гаррі. Саме Редл 50 років тому став причиною загибелі Мірти (через що було несправедливо виключено зі школи Геґріда). Також Редл розкриває, що він і є Волдеморт (його ім'я Том Ярволод Редл складається у фразу «Я Лорд Волдеморт»)
Витягуючи життєві сили з Джіні, Том Редл набуває могутності й намагається вбити Гаррі, наславши на нього василіска. Аж тут прилітає Фоукс, фенікс професора Дамблдора, який приносить Гаррі Сортувальний Капелюх із захованим у ньому мечем Ґодрика Ґрифіндора. Фоукс викльовує очі василіскові, позбавивши його смертельного погляду, а Гаррі, отримавши меча, вбиває змія, але одне з його отруйних ікол ранить його у плече. Фоукс зцілює Гаррі своїми слізьми від поранення отруйним зубом василіска. Схопивши зуб, Гаррі встромляє його в щоденник і знищує Тома Редла. Джині оживає, всі інші паралізовані учні врятовуються, а Геґрід повертається з Азкабану.

### Розв'язка
Дамблдор розганяє сумніви Гаррі стосовно того, чи правильно вчинив Сортувальний Капелюх, призначивши його у Ґрифіндор (адже тільки справжній ґрифіндорець міг би витягти з капелюха меч Ґодрика). Рон і Гаррі отримують по двісті очок(а також нагороду за Особливі заслуги перед школою) за участь у цій історії, що дає Ґрифіндору змогу вдруге поспіль виграти Кубок Школи.
За допомогою Добі Гаррі дізнається, що щоденник Тома Редла було підсунуто Джіні Луціусом Мелфоєм, батьком Драко. Добі зізнається, що є домовим ельфом-домовиком родини Мелфоїв і що він намагався врятувати Гаррі, знаючи про зраду. Вдячний Гаррі повертає напівзнищений щоденник Луціусу, заховавши в нього свою шкарпетку. Луціус кидає щоденник разом зі шкарпеткою в руки Добі, й той розуміє це як традиційний жест дарування одягу господарем, що означає звільнення домовика від служби. Зрозумівши, що Гаррі перехитрив його, розлючений Луціус намагається напасти на хлопця, але звільнений Добі втручається і відкидає колишнього господаря чарами. Луціус залишає Гоґвортс, пообіцявши Гаррі, що на нього чекає такий самий кінець, який спіткав його батьків.

## Історія видання
- В одному з перших варіантів тексту книги привид Майже-Безголовий Нік співав пісню, в якій пояснювалися обставини його смерті. В остаточній редакції пісню було вилучено, проте її було згодом опубліковано на офіційному сайті Джоан Ролінґ[1].
- Крім того, в чернетках «Таємної кімнати» був наявний фрагмент, який розповідав про родину учня Діна Томаса. Його також було вилучено, оскільки видавець розцінив його як «зайвий відступ»[2].
- Тематично книга пов'язана із шостим томом серії — романом «Гаррі Поттер і напівкровний Принц». Насправді «Напівкровний принц» був одним із проєктних заголовків книги. Деякі «вирішальні» елементи сюжету початково планувалися для «Таємної кімнати», але згодом були перенесені до «Напівкровного Принца»[3].